# Hyperion Entertainment
Hyperion Entertainment CVBA é uma empresa de software da Bélgica, focada em portar jogos de Windows para Amiga. Linux e Macintosh. 